# Kai Pflaume

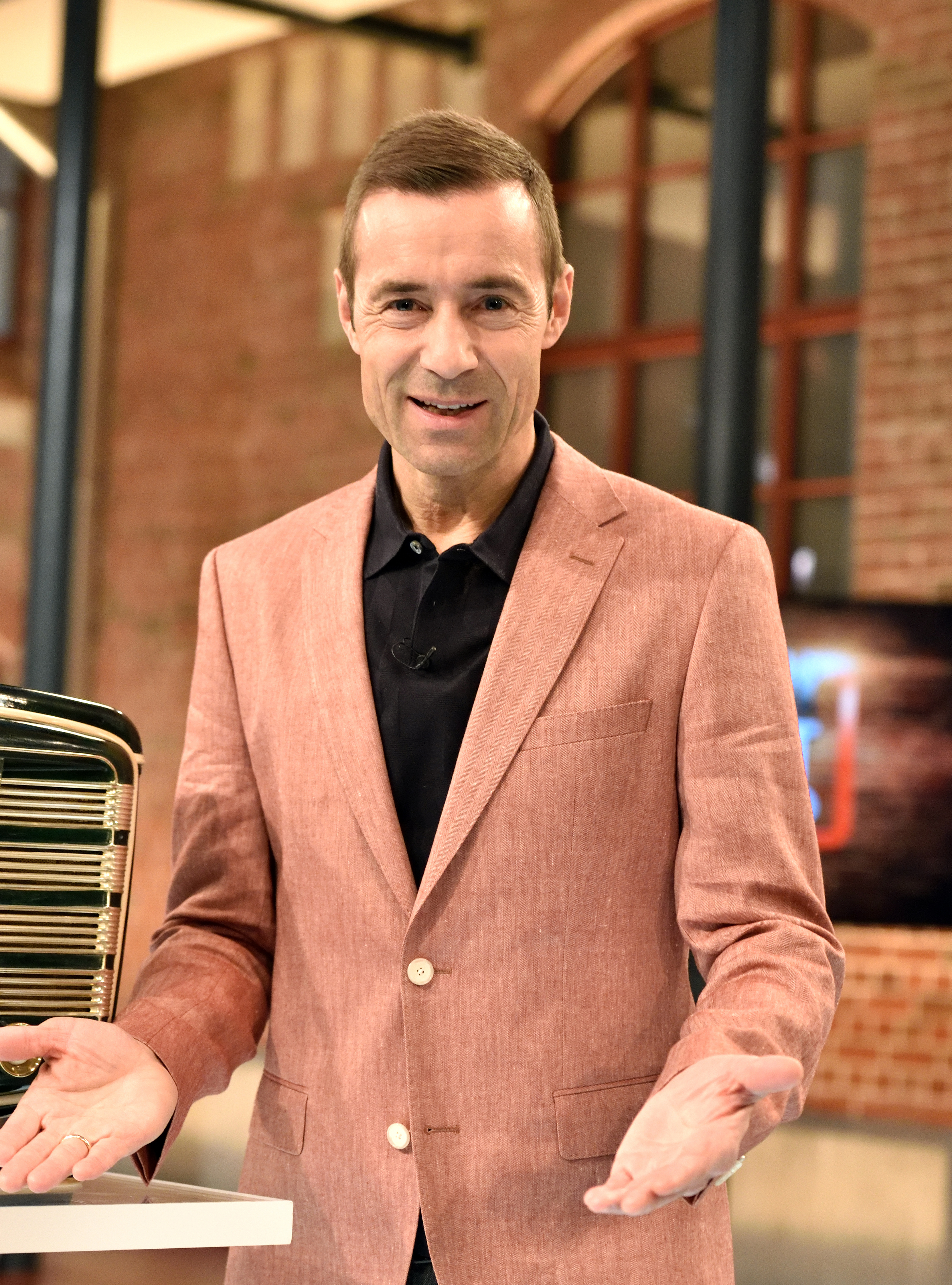
Kai Pflaume, 2016

Kai Pflaume (* 27. Mai 1967 in Halle/Saale) ist ein deutscher Fernsehmoderator und Webvideoproduzent.

## Leben
Im Jahr 1968 zogen Kai Pflaumes Eltern mit ihm und seinem Bruder Ralph Pflaume von Leuna nach Leipzig. Mit 14 Jahren war Kai Pflaume Vizestadtmeister der Stadt Leipzig im Tischtennis.
Nach dem Abitur an der Leipziger Max-Klinger-Schule leistete er von 1985 bis 1987 auf Rügen seinen Grundwehrdienst bei der Nationalen Volksarmee ab. Anschließend begann er an der Technischen Universität Magdeburg ein Informatikstudium.
Im Herbst 1989 flüchtete er über Budapest aus der DDR in die Bundesrepublik Deutschland. In Frankfurt am Main machte er anschließend eine Ausbildung zum Wertpapierhändler. Pflaume machte sich danach selbständig und organisierte und moderierte Veranstaltungen.

## Privates

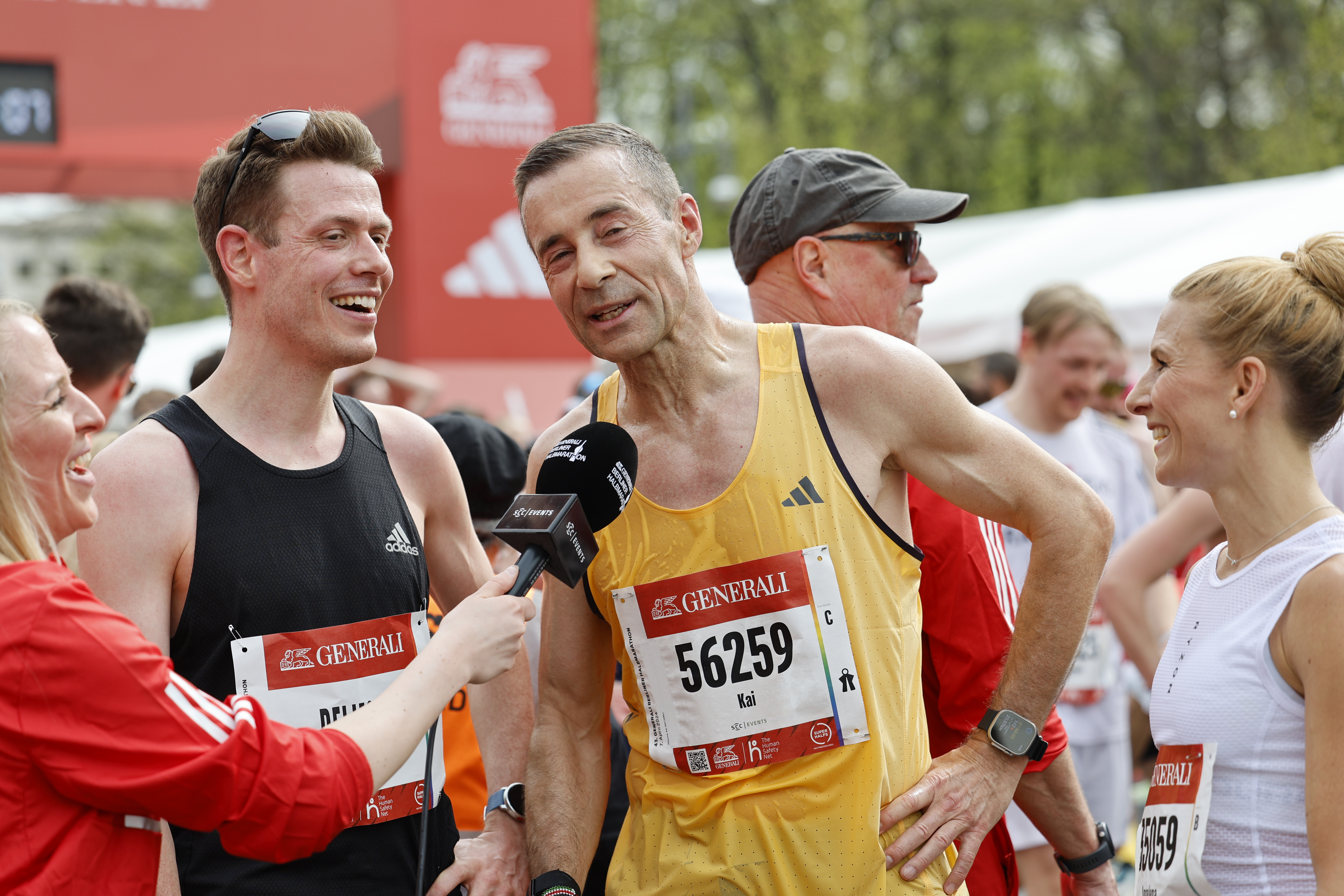
Kai Pflaume, Teilnehmer des Halbmarathons Berlin 2024

Pflaume ist seit dem 10. August 1996 verheiratet und hat mit seiner Frau zwei Söhne. Die Familie lebt in München.
Er ist ein Urenkel des Architekten Hermann Eberhard Pflaume, Ururgroßneffe des Geheimen Baurats Hermann Otto Pflaume und Verwandter des Stadtrichters Johann Caspar Pflaume, die einer traditionsreichen Ascherslebener Familie entstammen.
Im November 2023 startete er beim New-York-City-Marathon und kam nach 3:33 Stunden ins Ziel. Gecoacht wurde er von Philipp Seipp. 2024 absolvierte er den Berliner Halbmarathon in der Zeit von 1:41:51.

## Fernsehkarriere
Am 4. Oktober 1991 hatte Kai Pflaume seinen ersten Fernsehauftritt als Kandidat in der ARD-Fernsehsendung Herzblatt, moderiert von Rudi Carrell. Im Jahr 1993 wurde er durch ein Casting als Moderator entdeckt. Er begann seine Fernsehkarriere in der RTL-Show Nur die Liebe zählt (seit 1995 bei Sat.1). Ab 1996 moderierte Pflaume zahlreiche Shows und Live-Events bei Sat.1: Die Glücksspirale, Rache ist süß, Die Comedy-Falle, Stars am Limit, Die LEGO Show, Träume werden wahr, Deutschland hilft – Spenden für die Opfer der Flutkatastrophe oder Die Chance deines Lebens.
Für die Castingshow Star Search im Sommer 2003 erhielt Pflaume einen Bambi.
Zusammen mit seinem Kollegen Stefan Raab moderierte er auch Veranstaltungen für den Sender ProSieben, das zweite TV total Turmspringen oder die ersten beiden Wok-Weltmeisterschaften. In der Saison 2006/07 moderierte er in Sat.1 die Live-Übertragungen des UEFA-Pokals. Im Jahr 2004 sprach er in dem Animationsfilm Die Unglaublichen – The Incredibles die Rolle des ‚Frozone‘. Vom 26. Mai 2007 bis 15. Juli 2007 moderierte er auf dem Sender Sat.1 die Sendung Rich List – Jede Antwort zählt, die im Jahr 2008 in die dritte Staffel ging. Von Mitte September 2009 bis Mitte Oktober moderierte er die fünfteilige Castingshow Yes we can Dance, die in Sat.1 ausgestrahlt wurde.
Nach vielen Jahren bei Sat.1 wechselte Pflaume 2011 zur ARD. Seine Beziehungsshow Nur die Liebe zählt, die von 1993 bis 1994 bei RTL gesendet wurde und seit 1995 in Sat.1 zu sehen war, lief im März 2011 aus. Sein erstes Format in der ARD war das Star Quiz mit Kai Pflaume. Seit Sommer 2011 moderiert er die Samstagabendshow Klein gegen Groß sowie Das ist Spitze!, eine Neuauflage der Sendung Dalli Dalli im NDR. Seit Herbst 2011 sendete die ARD zwei weitere Formate mit Kai Pflaume. Im Vorabendprogramm am Freitag präsentierte er das Familienquiz Drei bei Kai. Zudem wurde die Show Der klügste Deutsche 2011 ausgestrahlt. Anfang des Jahres 2013 moderierte er als Vertretung von Barbara Schöneberger die NDR Talk Show zusammen mit Hubertus Meyer-Burckhardt. Seit Juli 2014 moderiert er im NDR Fernsehen die Ratesendung Kaum zu glauben! und seit 2015 die Vorabendshow Wer weiß denn sowas? im Ersten.
Im Juni 2013 wurde in der ARD die vierteilige Reportage-Reihe Zeig mir deine Welt gesendet, in der junge Menschen mit Down-Syndrom Pflaume an ihrem Alltagsleben teilhaben ließen. Als Gastgeber und Gesprächspartner der Reihe erhielt er 2014 den Bayerischen Fernsehpreis. Ende 2018 wurde die Dokureihe Zeig mir deine Welt mit zwei Folgen „Die Weisheit der 100jährigen“ fortgesetzt. Darin taucht Kai Pflaume in die Welt von sechs Menschen ein, die auf 100 und mehr Lebensjahre zurückblicken.
Seit 2023 moderiert er als Nachfolger von Frank Plasberg das ARD-Jahresrückblicksquiz 20xx – Das Quiz.
Am 26. Dezember 2023 hatte er einen Gastauftritt als Sheriff Steve McCrown in der Folge Utah der Fernsehreihe Das Traumschiff.

## Fernsehmoderationen

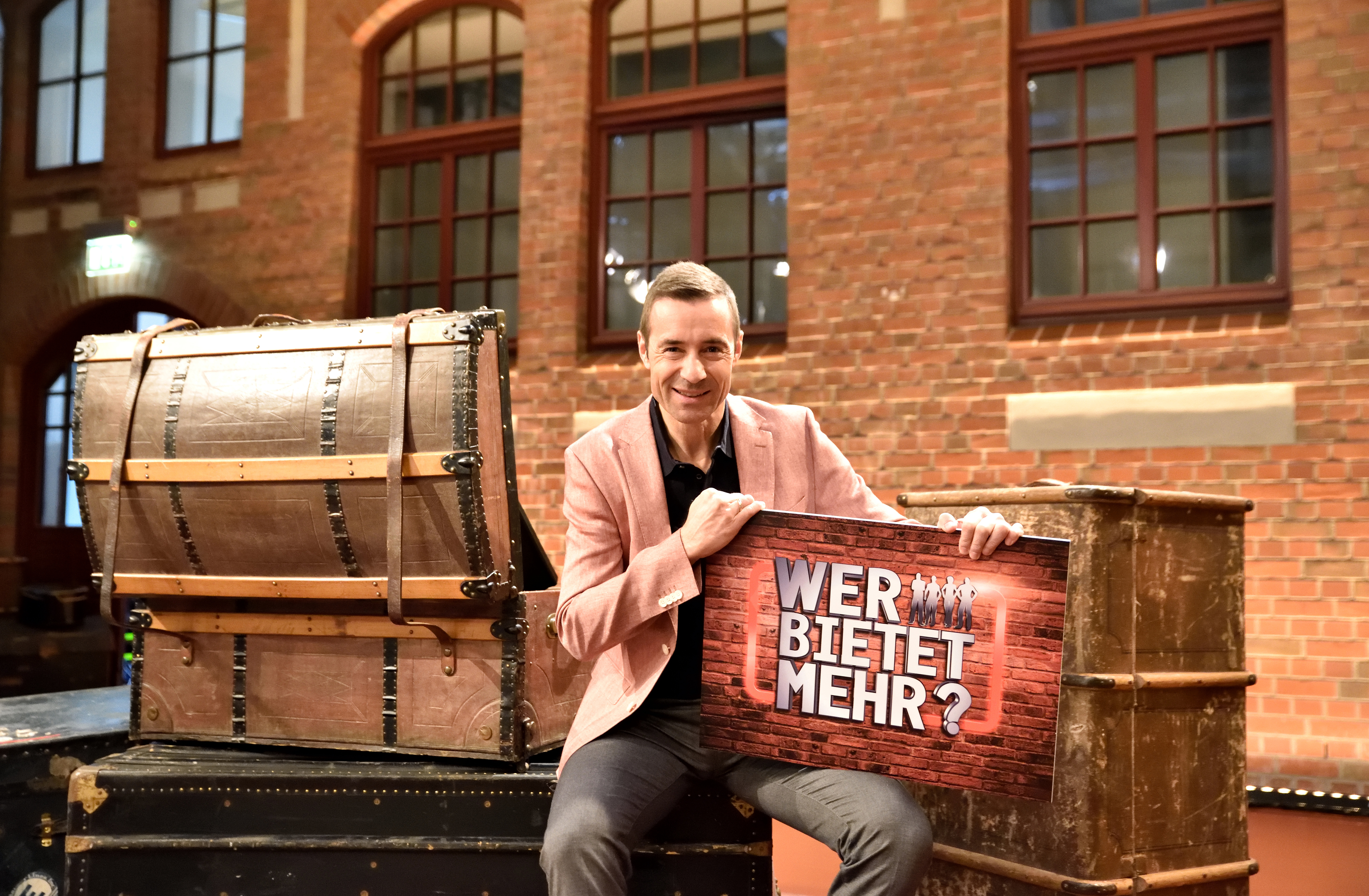
Wer bietet mehr?, 2016

### Fortlaufend
- seit 2011: Klein gegen Groß, Das Erste, ORF 1 (seit 2017) und SRF 1 (seit Mitte November 2020)
- seit 2014: Kaum zu glauben!, NDR Fernsehen
- seit 2015: Wer weiß denn sowas?, Das Erste
- seit 2023: 20xx – Das Quiz, Das Erste

### Ehemalige und einmalige Sendungen
- 1993–2011: Nur die Liebe zählt, RTL (1993–1994) und Sat.1 (1995–2011)
- 1994–1995: Die Surprise-Show, RTL
- 1996–1999: Die GlücksSpirale, Sat.1
- 1998–2001: Rache ist süß, Sat.1
- 1999: Deutscher Fernsehpreis, Sat.1
- 2000: Die Chance deines Lebens, Sat.1
- 2001: Alfredissimo! (1 Folge)
- 2001–2003: Deutschlands wahre Helden, Sat.1
- 2003: Show des Monats, Sat.1
- 2003: Die Lego-Show, Sat.1
- 2003–2004: Star Search, Sat.1
- 2003–2005: Die TV total Wok-WM, ProSieben
- 2004–2006: Stars am Limit, Sat.1
- 2005: TV total Turmspringen, ProSieben
- 2005: Die Superfans, Sat.1
- 2005–2006: Der große Haustier-Test, Sat.1
- 2005–2010: Die Comedy-Falle, Sat.1
- 2006: 50 Jahre Bravo, ProSieben
- 2006–2007: UEFA-Cup, Sat.1
- 2007: Träume werden wahr, Sat.1
- 2007–2008: Rich List – Jede Antwort zählt, Sat.1
- 2008: Die Lego-Show, Sat.1
- 2009: Yes We Can Dance, Sat.1
- 2010: Die große Disney-Quizshow, Sat.1
- 2010: Bayerischer Fernsehpreis, Sat.1
- 2011–2012: Drei bei Kai, Das Erste
- 2011–2012: Star Quiz mit Kai Pflaume, Das Erste
- 2011–2012: Der klügste Deutsche, Das Erste
- 2011–2013: Dalli Dalli, NDR Fernsehen
- 2013: Deutschlands starke Frauen, Das Erste
- 2013: NDR Talk Show, NDR Fernsehen
- 2013: Die deutschen Meister 2013 – Die Olympiade der verrückten Ideen, Das Erste
- 2013–2015: Das ist Spitze!, Das Erste
- 2013–2018: Zeig mir deine Welt, Das Erste
- 2014: MDR um 4, MDR
- 2014, 2016–2021: Goldene Henne, MDR, NDR, RBB
- 2015: Wo bist du?, Das Erste
- 2016: Wer bietet mehr?, NDR Fernsehen
- 2017: Top, die Wette gilt!, Das Erste und ORF eins
- 2020: Pastewka, Amazon Prime
- 2021: Check Check, Joyn
- 2022: Blamieren oder Kassieren in TV total Vertretung, ProSieben
- 2025: 75 Jahre ARD - Die große Jubiläumsshow, Das Erste

## Auszeichnungen
- 2022: Bayerischer Verdienstorden

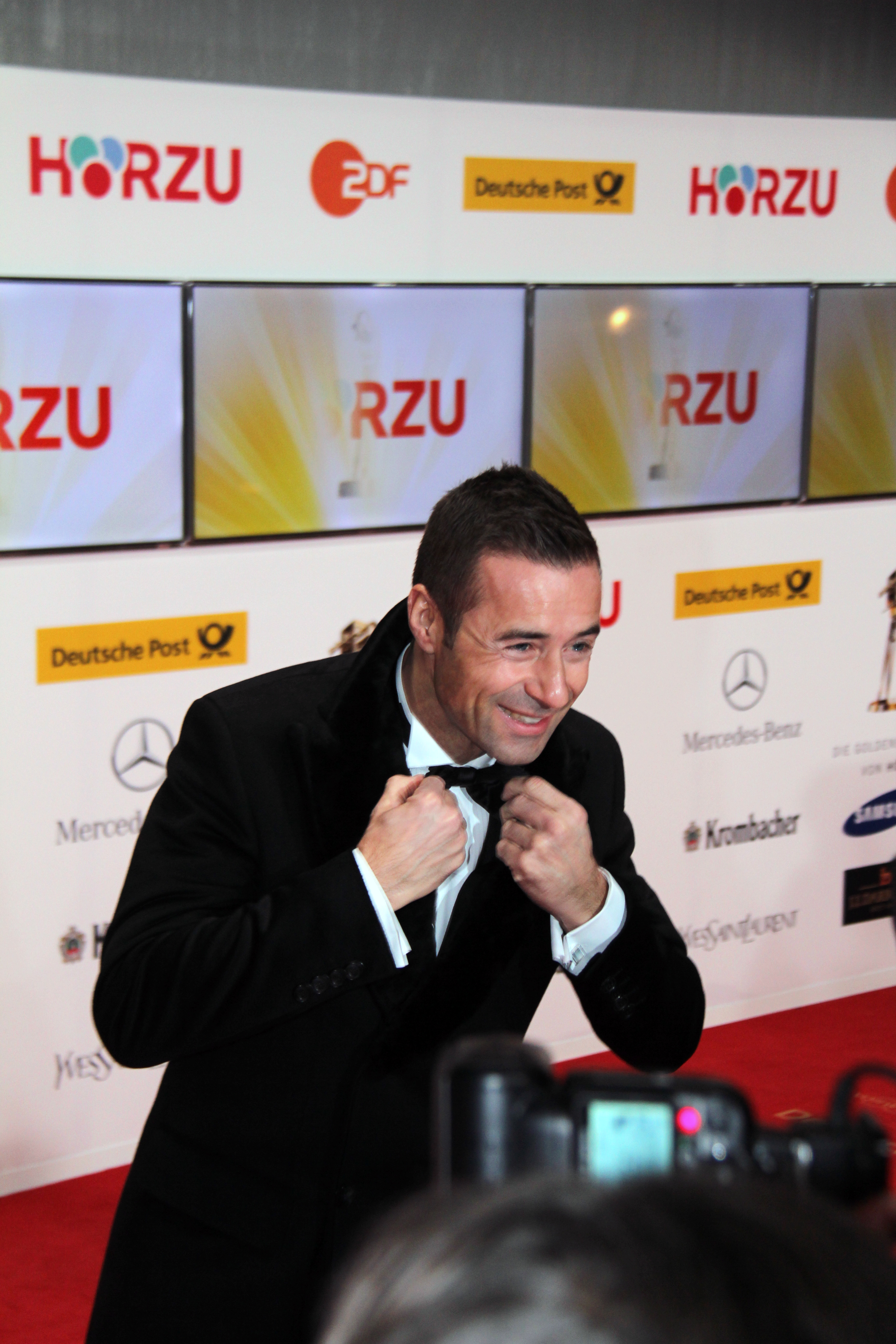
Kai Pflaume bei der Goldenen Kamera, 2012

- 2019: Goldene Kamera Beste Doku-Reihe für Zeig mir deine Welt
- 2017: Publikums-Bambi Bester Moderator
- 2014: Bayerischer Fernsehpreis als Gastgeber von Zeig mir deine Welt
- 2014: Bobby für ein positives und lebensnahes Bild von Menschen mit Behinderung in einer TV-Serie Zeig mir deine Welt
- 2011: Goldene Henne als Leserpreis Moderation
- 2003: Bambi als bester Moderator einer Castingshow für Star Search

## Sonstiges
Pflaume fehlt das vorderste Glied am rechten Zeigefinger, nachdem er ihn als Zweijähriger im Scharnier einer Kellertür eingeklemmt hatte.
Seit 2005 engagiert sich Pflaume mit seiner Stiftung Sehnsucht im Bereich Suchtprävention bei Jugendlichen.
Er ist seit dem 19. April 2017 Botschafter der Deutschen Postcode Lotterie.
Vom 24. bis zum 25. Oktober 2022 moderierte Kai Pflaume im Rahmen eines Quizmarathons durchgehend 25 Stunden „Wer weiß denn sowas?“ live.
Stefan Raab rief im Oktober 2024 in seiner Show Du gewinnst hier nicht die Million dazu auf, dem Instagram-Kanal von Pflaume zu folgen. Innerhalb weniger Tage erreichte er durch Raabs Aktion über 1 Mio. Abonnenten.

## YouTube
Er betreibt seit April 2020 den YouTube-Kanal Ehrenpflaume, auf dem er in rund 25- bis 90-minütigen Videos erfolgreiche deutschsprachige Influencer einen Tag begleitet. Der Kanal hat Stand April 2025 über 700.000 Abonnenten sowie mehr als 80 Millionen Videoaufrufe.